# Kongsvinger Idrettslag Toppfotball 2020
Questa voce raccoglie le informazioni riguardanti il Kongsvinger Idrettslag Toppfotball nelle competizioni ufficiali della stagione 2020.

## Stagione
L'11 dicembre 2019, il Kongsvinger e l'allenatore Vítor Gazimba hanno reso noto d'aver rescisso il contratto che li legava. Il 18 dicembre, Mika Lehkosuo è stato scelto al suo posto.
A causa della pandemia di COVID-19, il 12 marzo 2020 è stato reso noto che la Norges Fotballforbund aveva inizialmente rinviato l'inizio dell'attività calcistica al 15 aprile. A seguito della decisione del ministero della cultura di vietare la ripresa delle attività fino al 15 giugno, i calendari del campionato sono stati ancora rimodulati. Il 19 maggio, il ministro della cultura Abid Raja ha confermato che la 1. divisjon sarebbe ricominciata la prima settimana di luglio. Il 12 giugno, Raja ha reso noto che sarebbe stata permessa una capienza massima di 200 spettatori. Dal 30 settembre, la capienza è stata aumentata a 600 spettatori, negli impianti dove potesse essere garantita la distanza interpersonale.
Il 10 settembre 2020, la Norges Fotballforbund – dopo diversi rinvii – ha dovuto annullare l'edizione stagionale del Norgesmesterskapet, a causa dell'impossibilità di disputare tutte le partite previste a causa della condensazione del calendario del campionato. Anche il calciomercato è stato organizzato quindi diversamente, con una sessione estiva e una autunnale.
Il 30 settembre, l'allenatore Lehkosuo è stato sollevato dall'incarico: Espen Nystuen, che ricopriva già il ruolo di direttore sportivo del club, è stato scelto al suo posto.
Il Kongsvinger ha chiuso la stagione al 15º posto finale, retrocedendo in 2. divisjon. Adem Güven e Fredrik Pålerud sono stati i calciatori più utilizzati in stagione, a quota 29 presenze. Güven è stato anche il miglior marcatore della squadra con le sue 6 reti.

## Maglie e sponsor
Lo sponsor tecnico per la stagione 2020 è stato Umbro, mentre lo sponsor ufficiale è stato Mapei. La divisa casalinga è composta da una maglietta rossa con rifiniture bianche, pantaloncini e calzettoni bianchi. Quella da trasferta era invece composta da una maglietta a quadri biancazzurri, con pantaloncini e calzettoni rossi.
| Casa | Trasferta |

## Rosa
| N. |                          | Ruolo | Calciatore             |
| -- | ------------------------ | ----- | ---------------------- |
| 1  | Finlandia (bandiera)     | P     | Saku-Pekka Sahlgren    |
| 2  | Norvegia (bandiera)      | D     | Fredrik Pålerud        |
| 3  | Norvegia (bandiera)      | D     | Victor Grodås          |
| 5  | Norvegia (bandiera)      | D     | Christian Røer         |
| 6  | Finlandia (bandiera)     | D     | Ville Jalasto          |
| 7  | Corea del Sud (bandiera) | C     | Lee Gyuwhan            |
| 8  | Norvegia (bandiera)      | C     | Martin Andersen        |
| 8  | Corea del Sud (bandiera) | C     | Dongwan Gang           |
| 9  | Norvegia (bandiera)      | A     | Adem Güven             |
| 11 | Svezia (bandiera)        | C     | Simon Marklund         |
| 12 | Norvegia (bandiera)      | D     | Matias Rogstad Aadnøy  |
| 14 | Norvegia (bandiera)      | A     | Markus Aanesland       |
| 15 | Norvegia (bandiera)      | C     | Mahmoud Laham          |
| 15 | Brasile (bandiera)       | C     | Marlinho               |
| 16 | Norvegia (bandiera)      | C     | Harald Holter          |
| 17 | Norvegia (bandiera)      | C     | Mathias Berg Gjerstrøm |
| 18 | Norvegia (bandiera)      | D     | Per Magnus Steiring    |

| N. |                         | Ruolo | Calciatore           |
| -- | ----------------------- | ----- | -------------------- |
| 19 | Norvegia (bandiera)     | D     | Herman Nilsen        |
| 20 | Norvegia (bandiera)     | C     | Even Bydal           |
| 21 | Norvegia (bandiera)     | D     | Daniel Lysgård       |
| 22 | Norvegia (bandiera)     | A     | Ludvig Langrekken    |
| 23 | Norvegia (bandiera)     | C     | Martin Tangen Vinjor |
| 24 | Norvegia (bandiera)     | D     | Ridouan Essaeh       |
| 25 | Norvegia (bandiera)     | D     | Edvard Skagestad     |
| 27 | RD del Congo (bandiera) | P     | Riffi Mandanda       |
| 28 | Norvegia (bandiera)     | C     | Jonas Rønningen      |
| 29 | Norvegia (bandiera)     | C     | Eirik Mæland         |
| 31 | Norvegia (bandiera)     | P     | Andreas Smedplass    |
| 34 | Norvegia (bandiera)     | D     | Markus Nygård        |
| 41 | Norvegia (bandiera)     | P     | Mats Lindegaard      |
| 50 | Norvegia (bandiera)     | C     | Jesper Grundt        |
| 66 | Norvegia (bandiera)     | C     | Sebastian Fjose Berg |
| 81 | Norvegia (bandiera)     | P     | Ludvik Hoel          |
| 92 | Albania (bandiera)      | C     | Kamer Qaka           |

## Calciomercato

### Sessione invernale(dal 09/01 al 01/04)
| Arrivi | Arrivi                 | Arrivi       | Arrivi        |
| R.     | Nome                   | da           | Modalità      |
| ------ | ---------------------- | ------------ | ------------- |
| P      | Saku-Pekka Sahlgren    |              | svincolato    |
| D      | Victor Grodås          |              | svincolato    |
| C      | Mathias Berg Gjerstrøm | Strømsgodset | definitivo    |
| C      | Even Bydal             | Asker        | fine prestito |
| C      | Eirik Mæland           |              | svincolato    |

| Partenze         | Partenze               | Partenze     | Partenze      |
| R.               | Nome                   | a            | Modalità      |
| ---------------- | ---------------------- | ------------ | ------------- |
| P                | Stian Omenås Bolstad   | Fjellhamar   | definitivo    |
| D                | Sulayman Bojang        | Sarpsborg 08 | fine prestito |
| D                | Martin Lundal          |              | svincolato    |
| D                | Imam Mafi              |              | svincolato    |
| A                | Shuaibu Ibrahim        | Haugesund    | fine prestito |
| A                | Landry N'Guémo         |              | ritiro        |
| Altre operazioni |                        |              |               |
| R.               | Nome                   | da           | Modalità      |
| C                | Mathias Berg Gjerstrøm | Strømsgodset | fine prestito |

### Sessione estiva(dal 10/06 al 30/06)
| Arrivi | Arrivi | Arrivi | Arrivi   |
| R.     | Nome   | da     | Modalità |
| ------ | ------ | ------ | -------- |

| Partenze | Partenze    | Partenze | Partenze   |
| R.       | Nome        | a        | Modalità   |
| -------- | ----------- | -------- | ---------- |
| P        | Ali Ahamada | Brann    | definitivo |

### Sessione autunnale(dall'08/09 al 05/10)
| Arrivi | Arrivi              | Arrivi     | Arrivi     |
| R.     | Nome                | da         | Modalità   |
| ------ | ------------------- | ---------- | ---------- |
| P      | Riffi Mandanda      |            | svincolato |
| D      | Herman Nilsen       | Sandefjord | prestito   |
| D      | Per Magnus Steiring | Sogndal    | definitivo |
| C      | Martin Andersen     | Øygarden   | definitivo |
| C      | Mahmoud Laham       | Strømmen   | definitivo |
| C      | Kamer Qaka          |            | svincolato |

| Partenze | Partenze              | Partenze      | Partenze   |
| R.       | Nome                  | a             | Modalità   |
| -------- | --------------------- | ------------- | ---------- |
| D        | Matias Rogstad Aadnøy | Eidsvold Turn | prestito   |
| C        | Dongwan Gang          |               | svincolato |
| C        | Marlinho              | Boluspor      | definitivo |

## Risultati

### 1. divisjon

#### Girone di andata
| Arbitro: | Hauge |

|                                 |           |                                                 |
| M. Pedersen 2’ Nymo Matland 82’ | Marcatori | 56’ Güven 90’ (aut.) Skogvang Pedersen 90’ Røer |

| Arbitro: | H. Røvig Sletner |

|  |           |                        |
|  | Marcatori | 31’ Azemi 35’ Arnarson |

| Arbitro: | Berg |

|                                                           |           |                       |
| Augdal 12’ Stokke 52’ Lillebo 63’ Rødahl 89’ Bransdal 90’ | Marcatori | 4’ Marklund 58’ Güven |

| Arbitro: | Huru Kellerhals |

|  |           |                |
|  | Marcatori | 70’ (rig.) Aga |

| Arbitro: | Medic |

|                            |           |  |
| Alm 45’ Jalasto 86’ (aut.) | Marcatori |  |

| Arbitro: | Lien |

|                                  |           |                           |
| Essaeh 67’ (aut.) Sæter 79’, 90’ | Marcatori | 15’ Essaeh 82’ Langrekken |

| Arbitro: | H. Røvig Sletner |

|                  |           |              |
| Güven 52’ (rig.) | Marcatori | 27’ Andersen |

| Arbitro: | Koløy |

|           |           |                |
| Campos 2’ | Marcatori | 55’ Langrekken |

| Arbitro: | Sinnes |

|                              |           |           |
| Pålerud 67’ Güven 89’ (rig.) | Marcatori | 38’ Chaib |

| Arbitro: | H. Røvig Sletner |

|         |           |                  |
| Øby 18’ | Marcatori | 90’ (rig.) Güven |

| Arbitro: | Hauge |

|  |           |                                                         |
|  | Marcatori | 22’ Lehne Olsen 42’ Melgalvis Andreassen 68’ Gustavsson |

| Arbitro: | Higraff |

|  |           |                            |
|  | Marcatori | 67’ Rønningen 86’ Marklund |

| Kongsvinger 30 agosto 2020, ore 15:00 13ª giornata | Kongsvinger | 0 – 0 referto | Sogndal | Gjemselund Stadion (200 spett.)\| Arbitro: \| Ekeli Valen \| |
| Arbitro:                                           | Ekeli Valen |               |         |                                                              |

| Arbitro: | Bodding |

|                    |           |  |
| Retsius Grødem 51’ | Marcatori |  |

| Arbitro: | Koløy |

|                           |           |                                                          |
| Marklund 55’ Andersen 57’ | Marcatori | 44’ Udahl 53’ Nilsen Tangen 59’ Larsen 68’ D. Fredriksen |

#### Girone di ritorno
| Arbitro: | Lien |

|                             |           |  |
| Knudsen 84’ Sigurðarson 89’ | Marcatori |  |

| Arbitro: | Tennøy |

|               |           |                                               |
| Skagestad 15’ | Marcatori | 36’ (rig.) Lønstad Onsrud 45’ (aut.) Steiring |

| Arbitro: | H. Røvig Sletner |

|                                               |           |                          |
| K. Hoven 20’, 30’, 47’, 67’ (rig.) Blårud 34’ | Marcatori | 76’ Jalasto 85’ Andersen |

| Arbitro: | Aslam |

|              |           |                              |
| Andersen 24’ | Marcatori | 33’ Stavrum 49’ (rig.) Rasch |

| Strømmen 11 ottobre 2020, ore 15:30 20ª giornata | Strømmen | 0 – 0 referto | Kongsvinger | Strømmen Stadion (200 spett.)\| Arbitro: \| Bodding \| |
| Arbitro:                                         | Bodding  |               |             |                                                        |

| Arbitro: | S. Røvig Sletner |

|              |           |              |
| Andersen 31’ | Marcatori | 65’ Håbestad |

| Arbitro: | Sinnes |

|              |           |  |
| Andersen 55’ | Marcatori |  |

| Arbitro: | Hauge |

|            |           |          |
| Heggebø 9’ | Marcatori | 32’ Røer |

| Arbitro: | Lien |

|                                    |           |                               |
| Bydal 26’ Langrekken 31’ Güven 73’ | Marcatori | 12’ Nessø 37’ Race 67’ Ndiaye |

| Arbitro: | Bodding |

|              |           |  |
| Antonsen 88’ | Marcatori |  |

| Arbitro: | Berg |

|           |           |             |
| Laham 24’ | Marcatori | 83’ Eriksen |

| Arbitro: | Tennøy |

|                      |           |                        |
| Larsen 2’ Lassen 81’ | Marcatori | 12’ Laham 58’ Steiring |

| Arbitro: | H. Røvig Sletner |

|                                         |           |                                 |
| Jalasto 34’ Berg Gjerstrøm 59’ Røer 90’ | Marcatori | 14’ Nygaard 90’ Tjærandsen-Skau |

| Arbitro: | Koløy |

|                                      |           |  |
| Aga 15’, 45’ Høyland 50’ Pereira 88’ | Marcatori |  |

| Arbitro: | Medic |

|                                           |           |  |
| Laham 11’ Güven 42’ (rig.) Fjose Berg 90’ | Marcatori |  |

## Statistiche

### Statistiche di squadra
| Competizione | Punti | In casa | In casa | In casa | In casa | In casa | In casa | In trasferta | In trasferta | In trasferta | In trasferta | In trasferta | In trasferta | Totale | Totale | Totale | Totale | Totale | Totale | DR  |
| Competizione | Punti | G       | V       | N       | P       | Gf      | Gs      | G            | V            | N            | P            | Gf           | Gs           | G      | V      | N      | P      | Gf     | Gs     | DR  |
| ------------ | ----- | ------- | ------- | ------- | ------- | ------- | ------- | ------------ | ------------ | ------------ | ------------ | ------------ | ------------ | ------ | ------ | ------ | ------ | ------ | ------ | --- |
| 1. divisjon  | 28    | 15      | 4       | 5       | 6       | 19      | 23      | 15           | 2            | 5            | 8            | 16           | 30           | 30     | 6      | 10     | 14     | 35     | 53     | -18 |
| Totale       | -     | 15      | 4       | 5       | 6       | 19      | 23      | 15           | 2            | 5            | 8            | 16           | 30           | 30     | 6      | 10     | 14     | 35     | 53     | -18 |

### Andamento in campionato
| Giornata  | 1 | 2 | 3  | 4  | 5  | 6  | 7  | 8  | 9  | 10 | 11 | 12 | 13 | 14 | 15 | 16 | 17 | 18 | 19 | 20 | 21 | 22 | 23 | 24 | 25 | 26 | 27 | 28 | 29 | 30 |
| --------- | - | - | -- | -- | -- | -- | -- | -- | -- | -- | -- | -- | -- | -- | -- | -- | -- | -- | -- | -- | -- | -- | -- | -- | -- | -- | -- | -- | -- | -- |
| Luogo     | T | C | T  | C  | T  | T  | C  | T  | C  | T  | C  | T  | C  | T  | C  | T  | C  | T  | C  | T  | C  | C  | T  | C  | T  | C  | T  | C  | T  | C  |
| Risultato | V | P | P  | P  | P  | P  | N  | N  | V  | N  | P  | V  | N  | P  | P  | P  | P  | P  | P  | N  | N  | V  | N  | N  | P  | N  | N  | V  | P  | V  |
| Posizione | 4 | 8 | 11 | 14 | 14 | 15 | 15 | 15 | 12 | 13 | 14 | 11 | 12 | 13 | 15 | 15 | 16 | 16 | 16 | 16 | 16 | 15 | 15 | 15 | 16 | 16 | 16 | 16 | 16 | 15 |

Fonte:  OBOS-ligaen 2020, su altomfotball.no, Altomfotball.
Legenda:

Luogo: C = Casa; T = Trasferta. Risultato: V = Vittoria; N = Pareggio; P = Sconfitta.

### Statistiche dei giocatori
| Giocatore         | 1. divisjon | 1. divisjon | 1. divisjon | 1. divisjon | Coppa nazionale | Coppa nazionale | Coppa nazionale | Coppa nazionale | Coppe europee | Coppe europee | Coppe europee | Coppe europee | Altre coppe | Altre coppe | Altre coppe | Altre coppe | Totale   | Totale | Totale      | Totale     |
| Giocatore         | Presenze    | Reti        | Ammonizioni | Espulsioni  | Presenze        | Reti            | Ammonizioni     | Espulsioni      | Presenze      | Reti          | Ammonizioni   | Espulsioni    | Presenze    | Reti        | Ammonizioni | Espulsioni  | Presenze | Reti   | Ammonizioni | Espulsioni |
| ----------------- | ----------- | ----------- | ----------- | ----------- | --------------- | --------------- | --------------- | --------------- | ------------- | ------------- | ------------- | ------------- | ----------- | ----------- | ----------- | ----------- | -------- | ------ | ----------- | ---------- |
| M. Aanesland      | 11          | 0           | 1           | 0           |                 |                 |                 |                 |               |               |               |               |             |             |             |             | 11       | 0      | 1           | 0          |
| M. Andersen       | 16          | 5           | 3           | 0           |                 |                 |                 |                 |               |               |               |               |             |             |             |             | 16       | 5      | 3           | 0          |
| M. Berg Gjerstrøm | 16          | 1           | 0           | 0           |                 |                 |                 |                 |               |               |               |               |             |             |             |             | 16       | 1      | 0           | 0          |
| E. Bydal          | 23          | 1           | 1           | 0           |                 |                 |                 |                 |               |               |               |               |             |             |             |             | 23       | 1      | 1           | 0          |
| R. Essaeh         | 17          | 1           | 1           | 0           |                 |                 |                 |                 |               |               |               |               |             |             |             |             | 17       | 1      | 1           | 0          |
| S. Fjose Berg     | 1           | 1           | 0           | 0           |                 |                 |                 |                 |               |               |               |               |             |             |             |             | 1        | 1      | 0           | 0          |
| D. Gang           | 4           | 0           | 1           | 0           |                 |                 |                 |                 |               |               |               |               |             |             |             |             | 4        | 0      | 1           | 0          |
| V. Grodås         | 21          | 0           | 2           | 0           |                 |                 |                 |                 |               |               |               |               |             |             |             |             | 21       | 0      | 2           | 0          |
| J. Grundt         | 3           | 0           | 0           | 0           |                 |                 |                 |                 |               |               |               |               |             |             |             |             | 3        | 0      | 0           | 0          |
| A. Güven          | 29          | 6           | 2           | 0           |                 |                 |                 |                 |               |               |               |               |             |             |             |             | 29       | 6      | 2           | 0          |
| J. Grundt         | 3           | 0           | 0           | 0           |                 |                 |                 |                 |               |               |               |               |             |             |             |             | 3        | 0      | 0           | 0          |
| L. Gyuwhan        | 15          | 0           | 0           | 0           |                 |                 |                 |                 |               |               |               |               |             |             |             |             | 15       | 0      | 0           | 0          |
| L. Hoel           | 0           | 0           | 0           | 0           |                 |                 |                 |                 |               |               |               |               |             |             |             |             | 0        | 0      | 0           | 0          |
| H. Holter         | 25          | 0           | 9           | 0           |                 |                 |                 |                 |               |               |               |               |             |             |             |             | 25       | 0      | 9           | 0          |
| V. Jalasto        | 20          | 2           | 4           | 0           |                 |                 |                 |                 |               |               |               |               |             |             |             |             | 20       | 2      | 4           | 0          |
| M. Laham          | 14          | 3           | 3           | 0           |                 |                 |                 |                 |               |               |               |               |             |             |             |             | 14       | 3      | 3           | 0          |
| L. Langrekken     | 26          | 3           | 4           | 0           |                 |                 |                 |                 |               |               |               |               |             |             |             |             | 26       | 3      | 4           | 0          |
| M. Lindegaard     | 0           | 0           | 0           | 0           |                 |                 |                 |                 |               |               |               |               |             |             |             |             | 0        | 0      | 0           | 0          |
| D. Lysgård        | 12          | 0           | 2           | 0           |                 |                 |                 |                 |               |               |               |               |             |             |             |             | 12       | 0      | 2           | 0          |
| E. Mæland         | 2           | 0           | 1           | 0           |                 |                 |                 |                 |               |               |               |               |             |             |             |             | 2        | 0      | 1           | 0          |
| R. Mandanda       | 16          | -30         | 3           | 0           |                 |                 |                 |                 |               |               |               |               |             |             |             |             | 16       | -30    | 3           | 0          |
| S. Marklund       | 19          | 3           | 2           | 0           |                 |                 |                 |                 |               |               |               |               |             |             |             |             | 19       | 3      | 2           | 0          |
| Marlinho'         | 10          | 0           | 0           | 0           |                 |                 |                 |                 |               |               |               |               |             |             |             |             | 10       | 0      | 0           | 0          |
| H. Nilsen         | 5           | 0           | 0           | 0           |                 |                 |                 |                 |               |               |               |               |             |             |             |             | 5        | 0      | 0           | 0          |
| M. Nygård         | 1           | 0           | 0           | 0           |                 |                 |                 |                 |               |               |               |               |             |             |             |             | 1        | 0      | 0           | 0          |
| F. Pålerud        | 29          | 2           | 3           | 0           |                 |                 |                 |                 |               |               |               |               |             |             |             |             | 29       | 2      | 3           | 0          |
| K. Qaka           | 8           | 0           | 2           | 0           |                 |                 |                 |                 |               |               |               |               |             |             |             |             | 8        | 0      | 2           | 0          |
| C. Røer           | 16          | 3           | 6           | 1           |                 |                 |                 |                 |               |               |               |               |             |             |             |             | 16       | 3      | 6           | 1          |
| J. Rønningen      | 8           | 1           | 1           | 0           |                 |                 |                 |                 |               |               |               |               |             |             |             |             | 8        | 1      | 1           | 0          |
| M. Rogstad Aadnøy | 0           | 0           | 0           | 0           |                 |                 |                 |                 |               |               |               |               |             |             |             |             | 0        | 0      | 0           | 0          |
| S. Sahlgren       | 3           | -2          | 0           | 0           |                 |                 |                 |                 |               |               |               |               |             |             |             |             | 3        | -2     | 0           | 0          |
| E. Skagestad      | 26          | 1           | 9           | 0           |                 |                 |                 |                 |               |               |               |               |             |             |             |             | 26       | 1      | 9           | 0          |
| A. Smedplass      | 14          | -21         | 0           | 0           |                 |                 |                 |                 |               |               |               |               |             |             |             |             | 14       | -21    | 0           | 0          |
| P. Steiring       | 15          | 1           | 4           | 0           |                 |                 |                 |                 |               |               |               |               |             |             |             |             | 15       | 1      | 4           | 0          |
| M. Tangen Vinjor  | 26          | 0           | 2           | 0           |                 |                 |                 |                 |               |               |               |               |             |             |             |             | 26       | 0      | 2           | 0          |